# Megaterium
Megaterium (Megatherium, „wielkie zwierzę”) – rodzaj leniwca naziemnego osiągającego rozmiary prawie takie jak współczesnego słonia. Zamieszkiwał Amerykę Południową i Środkową od późnego pliocenu do późnego plejstocenu, dokładniej od 5,3 miliona do 11 tysięcy lat temu. Jego przodkiem prawdopodobnie było Promegatherium osiągające rozmiary dzisiejszego nosorożca.

## Morfologia

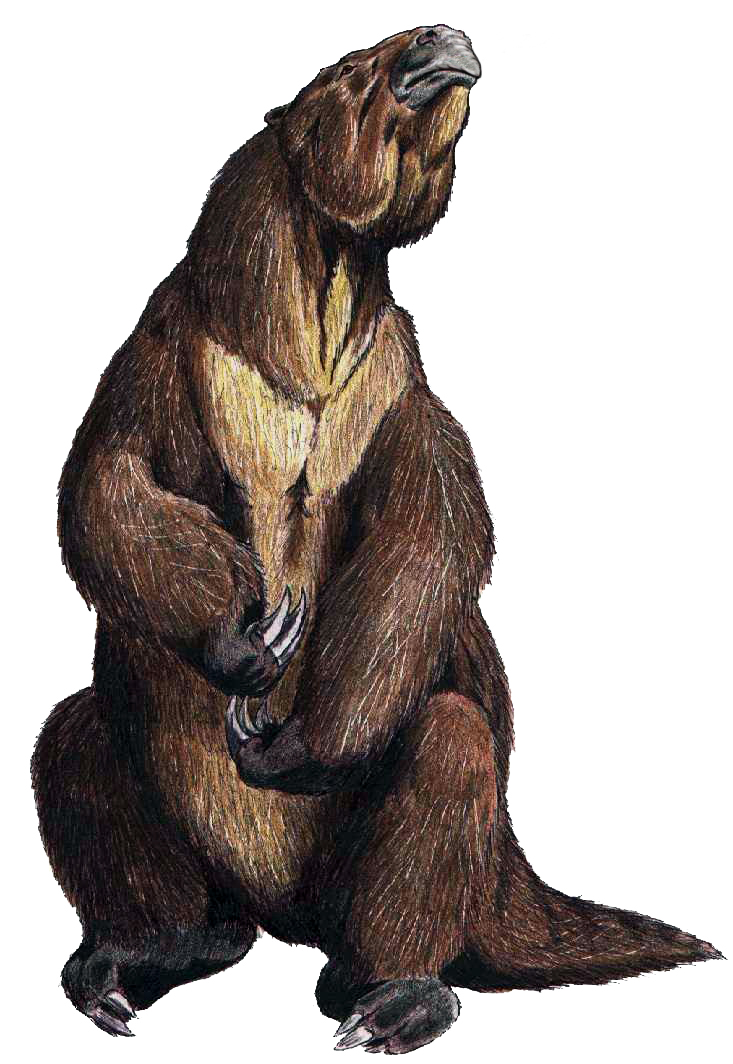
Megatherium, ilustracja

W przeciwieństwie do swych dzisiejszych krewnych, leniwców nadrzewnych, megaterium należało do największych ssaków, jakie kiedykolwiek chodziły po Ziemi, ważyło 5 ton, dorównując w tym względzie słoniowi afrykańskiemu. Choć zazwyczaj poruszało się na czterech kończynach, ślady pokazują, że przyjmowało też postawę dwunożną. Gdy stawał na tylnych łapach, osiągał wysokość około 6 metrów, czyli taką jak współczesne żyrafy. Podobnie, jak współczesny mrówkojad, megaterium stawiało na ziemi tylko boczne części stóp, gdyż 30 cm pazury uniemożliwiały mu położenie całej stopy płasko na podłożu. Gatunki należące do tego rodzaju zalicza się do licznej megafauny plejstoceńskiej obejmującej wielkie zwierzęta żyjące w rzeczonej epoce.
Megatherium miało solidnie zbudowany szkielet o dużej obręczy miednicznej. Jego ciało kończyło się szerokim muskularnym ogonem. Tak wielkie rozmiary umożliwiały zwierzęciu żywienie się na wysokości, do której nie dosięgali współcześni mu roślinożercy. Wspinając się na swe silne tylne łapy i podpierając się ogonem, co porównuje się do trójnogu, szczerbak dzięki zakrzywionym pazurom swych przednich łap zagarniał gałęzie z wybranymi przez siebie liśćmi. Sądzi się, że jego szczęki kryły długi język, którym zrywało liście, kierując je do pyska. Podobnie czynią dzisiejsze leniwce.
Niektóre analizy morfologiczno-funkcjonalne sugerują, że M. americanum cechowała duża składowa wertykalna siły zgryzu. Jego zęby określa się jako hipsodontyczne i bilofodontyczne, z częściami strzałkowymi o kształcie trójkątnym i ostrym brzegu. Wskazuje to, że zwierzę używało ich raczej do cięcia, niż do miażdżenia, a twarde włókna roślinne nie stanowiły głównego składnika jego diety.
Rozpowszechniona opinia stanowiąca, jakoby szablozębne koty (Smilodon) polowały na megateria, nie odzwierciedla naukowego poglądu na ten temat. Dorosłe zdrowe naziemne leniwce były o wiele za duże, by mogły stać się celem ataku smilodona. Richard Fariña i Ernesto Blanco z Universidad de la República w Montevideo zanalizowali skamieniały szkielet gatunku M. americanum i zauważyli, że jego wyrostek łokciowy, do którego przyczepiał się mięsień trójgłowy ramienia, był bardzo krótki. Adaptację taką spotyka się wśród mięsożerców i koreluje ona bardziej z szybkością, niż z siłą. Badacze sądzą, że M. americanum mogło używać swych pazurów jak sztyletów. Wnioskują nawet, że zamieszkując ubogie w pożywienie środowisko, stworzenie było zdolne nawet do zabicia smilodona. Poza tym znajdywano skamieniałości licznych dorosłych glyptodonów leżących na plecach. Wskazuje to na drapieżnictwo lub padlinożerność megateriów, gdyż żadne inne zwierzę Ameryki Południowej nie było zdolne do odwrócenia na plecy dorosłego gliptodona. Jednakże sądzi się, że większą część diety megaterium stanowiły rośliny.

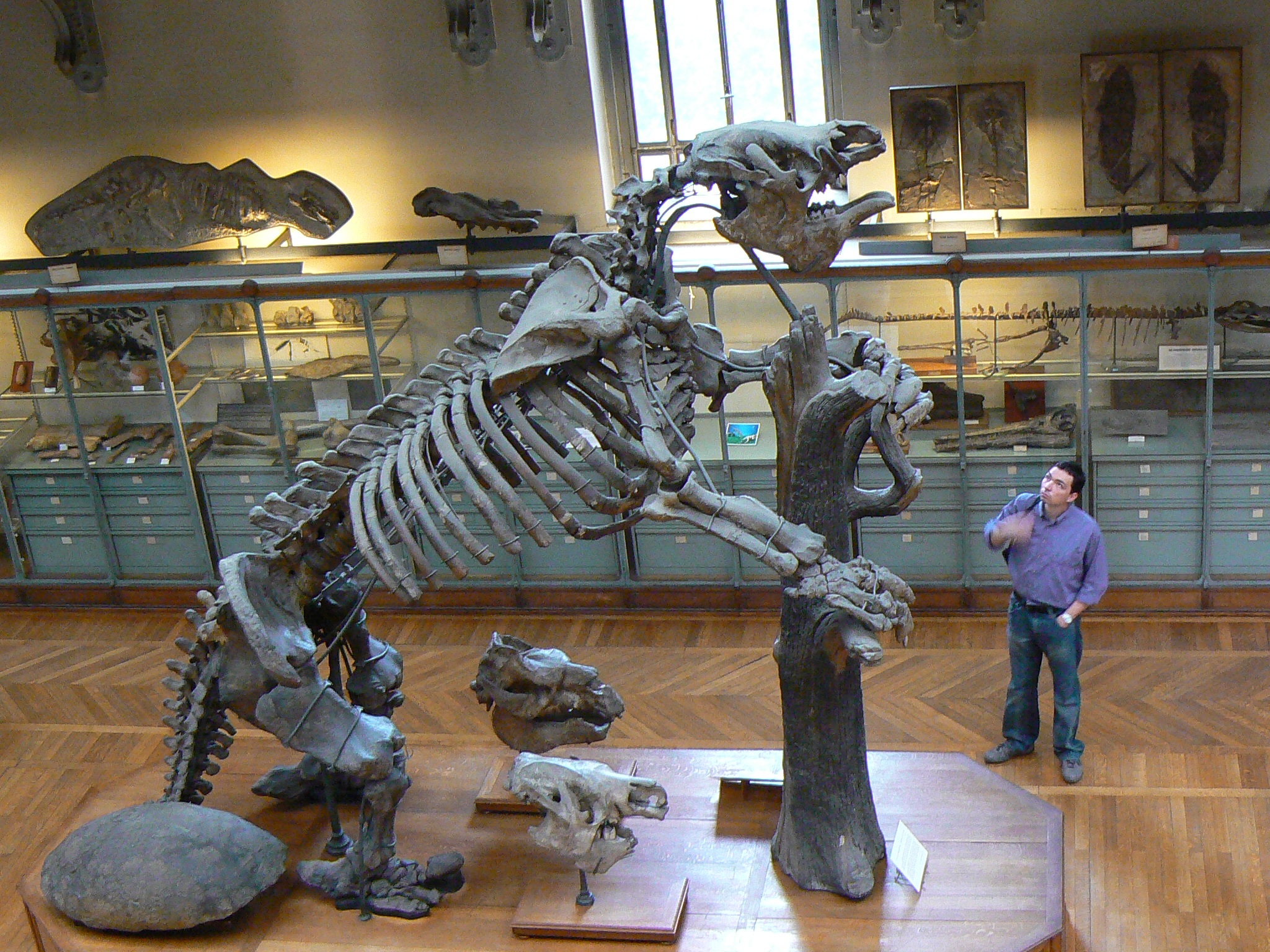
Megatherium americanum, szkielet w Muzeum Historii Naturalnej w Paryżu

Uważa się, że wielkie naziemne leniwce prowadziły stadny tryb życia, badacze nie mają jednak pewności.

## Występowanie
Megatherium to endemit Ameryki Południowej.
Najpóźniejsi potomkowie megaterium zamieszkiwali Amerykę Południową jeszcze około 10000 lat temu. Przykład znaleziska z tego okresu stanowi to z Cueva del Milodon w Patagonii (Chile).
Zwierzę zamieszkiwało siedliska leśne i tereny trawiaste.

## Pożywienie

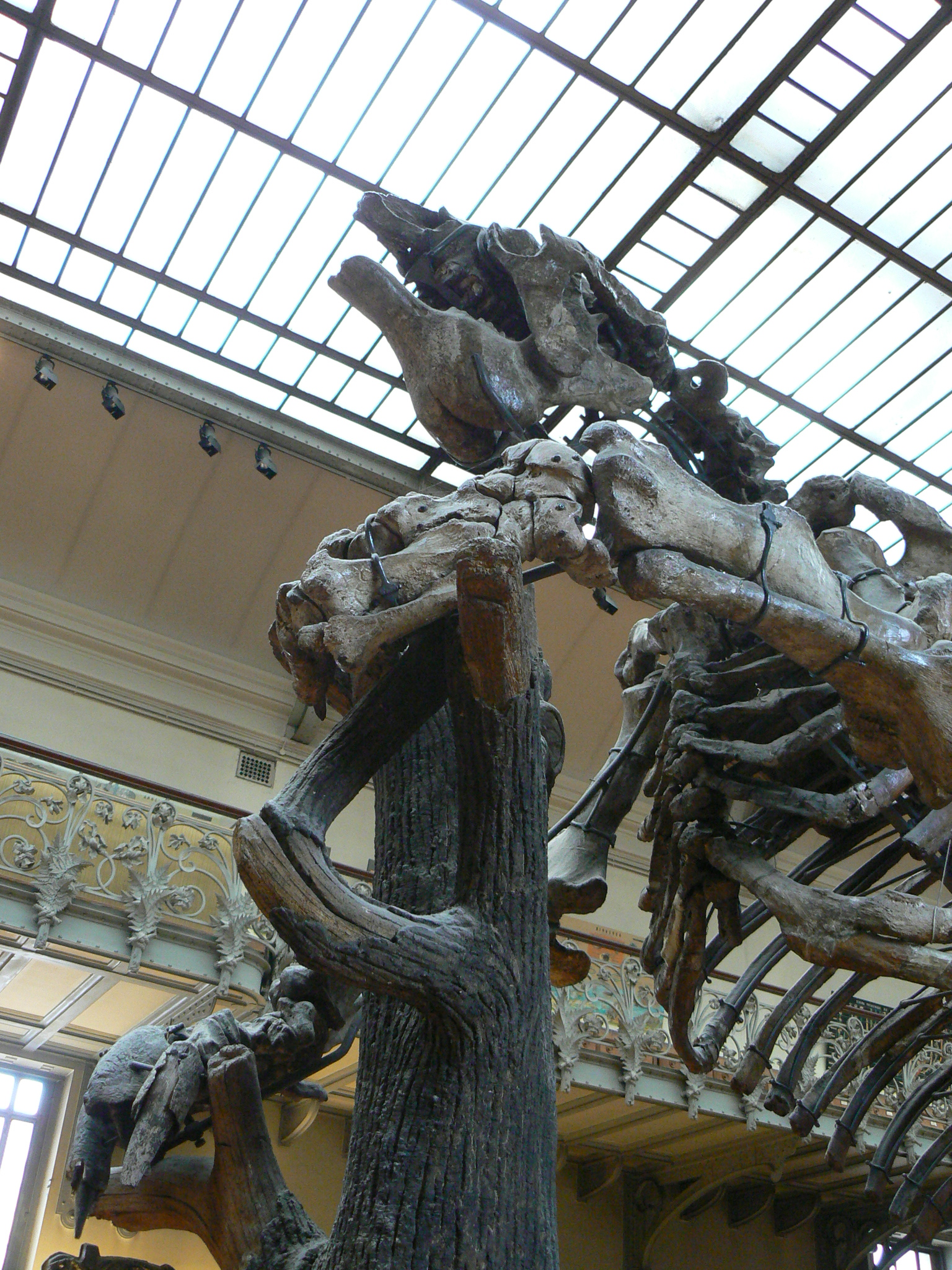
Megatherium americanum, szkielet widziany od dołu

Olbrzymie naziemne leniwce, bytując w nieznacznie zalesionych okolicach Ameryki Południowej, pożywiały się liśćmi jukki, agawy i trawami. Blisko spokrewnione Eremotherium zamieszkiwało bardziej tropikalne rejony wysunięte na północ, nawet położone w Ameryce Północnej. Podnosząc swe masywne ciało, by usiąść na pośladkach bądź stanąć, megaterium balansowało z użyciem ogona. Następnie przyciągało kończynami rośliny, którymi się żywiło, wyrywając je z użyciem pięciu ostrych pazurów na każdej stopie. Używało swych nieskomplikowanych zębów do miażdżenia pożywienia przed połknięciem, w czym pomagały mu wysoce rozwinięte mięśnie policzków. Żołądek leniwca potrafił trawić twarde, włókniste jedzenie. Przez miliony lat zwierzę nie miało żadnych wrogów mogących mu zagrozić, w związku z czym prawdopodobnie pasło się za dnia. Wiele czasu spędzało też pewnie, odpoczywając po posiłku i trawiąc zgromadzony w żołądku pokarm.
Twierdzenie, że wielki leniwiec był mięsożercą, budzi kontrowersje. Jednakże przedstawiano go już w ten sposób w dokumentalnych serialach popularnonaukowych, jak choćby Wędrówki z bestiami wyprodukowane przez BBC, gdzie zwierzę to spożywa rośliny i padlinę. Z kolei w Giant Monsters produkcji Animal Planet zwierzę wygląda na wszystkożercę. Z kolei film Prehistoric America, również produkcji BBC, tradycyjnie przedstawia zwierzę jako roślinożercę.

## Ewolucja

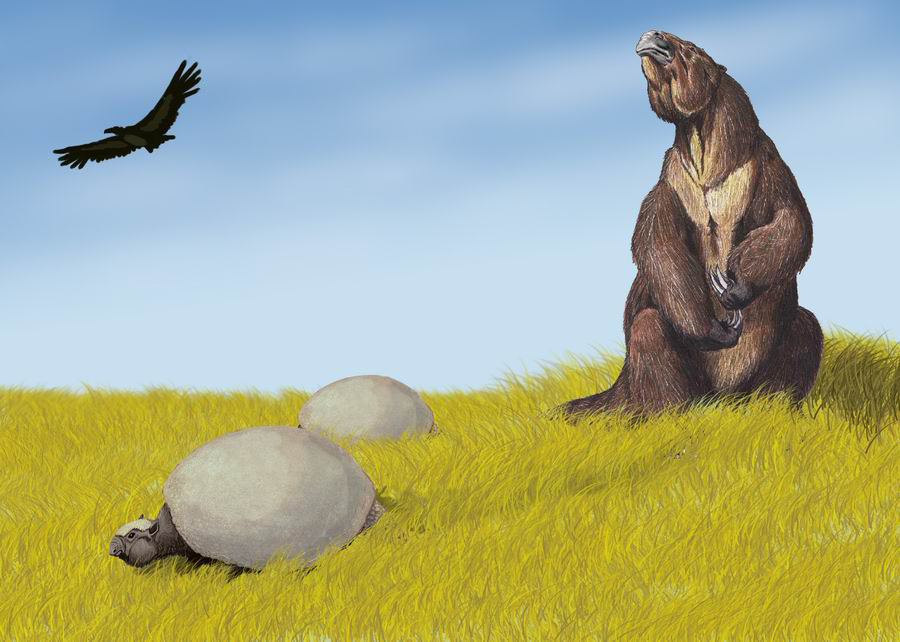
Fauna plejstocenu. Megaterium po prawej stronie

Naziemne leniwce, jak inne szczerbaki, ewoluowały w izolacji na kontynencie południowoamerykańskim, będącym w paleogenie olbrzymią wyspą. W pliocenie uformował się Przesmyk Panamski, co zaowocowało wielką wymianą zwierząt. W efekcie wymarło wiele rodzimych przedstawicieli megafauny Ameryki Południowej. Jednak nie dotknęło to ogromnych leniwców, które nie tylko przetrwały pomimo konkurencji ze strony północnoamerykańskich imigrantów, ale nawet należały do tych grup mieszkańców Ameryki Południowej, którym udało się opanować pewne rejony Ameryki Północnej. Megateria rozwijały się tam świetnie aż do późnego plejstocenu. Na południu wymarły około 10000 lat temu. Fakt ten wiązany jest z pojawieniem się myśliwych ludzkich.
Najstarszym i zarazem najmniejszym gatunkiem megaterium było M. altiplanicum z plioceńskiej Boliwii. Przypominało naziemnego leniwca z miocenu, Promegatherium, osiągając rozmiary nosorożca. Kolejne gatunki stawały się coraz większe, aż do ostatniego z nich, M. americanum z późnego plejstocenu, o wielkości słonia afrykańskiego.